# Aristida rosei
Aristida rosei är en gräsart som beskrevs av Albert Spear Hitchcock. Aristida rosei ingår i släktet Aristida och familjen gräs. Inga underarter finns listade i Catalogue of Life.